# Kalāteh-ye Mazīnān
Kalāteh-ye Mazīnān (persiska: کلاته مزینان, Kalāteh, Kalāteh Mazīnān) är en ort i Iran.   Den ligger i provinsen Khorasan, i den nordöstra delen av landet, 500 km öster om huvudstaden Teheran. Kalāteh-ye Mazīnān ligger 815 meter över havet och antalet invånare är 503.
Terrängen runt Kalāteh-ye Mazīnān är platt.Runt Kalāteh-ye Mazīnān är det ganska glesbefolkat, med 29 invånare per kvadratkilometer. Närmaste större samhälle är Davarzan, 10,6 km nordost om Kalāteh-ye Mazīnān. Trakten runt Kalāteh-ye Mazīnān är ofruktbar med lite eller ingen växtlighet.